# Richilde di Provenza
Richilde delle Ardenne, o Richilde di Provenza (845 circa – 30 gennaio 910/4), fu, come seconda moglie di Carlo il Calvo, Regina dei Franchi occidentali e regina di Lotaringia, dall'870 all'877 e regina consorte d'Italia e di Provenza, dall'875 all'877.

## Origine
Figlia del conte delle Ardenne, Bivin de Gorze, e della moglie che era la figlia di Bosone di Arles. Era inoltre la sorella di Bosone I di Provenza, parente inoltre di Teutberga (o Teoberga, figlia del conte di Valois Bosone il Vecchio, capostipite della dinastia Bosonide, e legittima moglie del re di Lotaringia, Lotario II).

## Biografia
Alla morte della moglie del re dei Franchi occidentali, Carlo il Calvo, Ermentrude, che secondo gli Annales Bertiniani, morì nel convento di San Dionigi, il 6 ottobre 869, il figlio di Bivin di Vienne, Bosone I di Provenza, conte della Borgogna Cisgiurana, partecipò al corteo funebre ed inviò un messaggio alla madre affinché la sorella, Richilde, raggiungesse subito Carlo, per diventarne la concubina. Richilde divenne la concubina del re.
Già nello stesso mese di ottobre fu concordato il matrimonio che venne celebrato l'anno dopo (870), il 22 gennaio, come riportato dagli Annales Bertiniani.
In quello stesso tempo, dopo la morte di Lotario II di Lotaringia (869), Carlo il Calvo si impossessava della Lotaringia.
Durante le assenze del marito impegnato a combattere i Vichinghi ed i Saraceni, amministrò il regno.
L'imperatore, Ludovico II morì nell'875 senza eredi maschi, lasciando solo una figlia e, in quel momento, Carlo il Calvo e Ludovico II il Germanico, re dei Franchi orientali, erano gli ultimi figli di Ludovico il Pio ancora viventi e i più alti in grado nella successione al trono imperiale. Iniziò una disputa tra i due fratellastri, e alla fine, il re dei Franchi occidentali, Carlo, che aveva l'appoggio di papa Giovanni VIII, riuscì ad imporsi nella lotta e si fece incoronare imperatore il 29 dicembre dell'875 e poi l'anno dopo, re d'Italia a Pavia

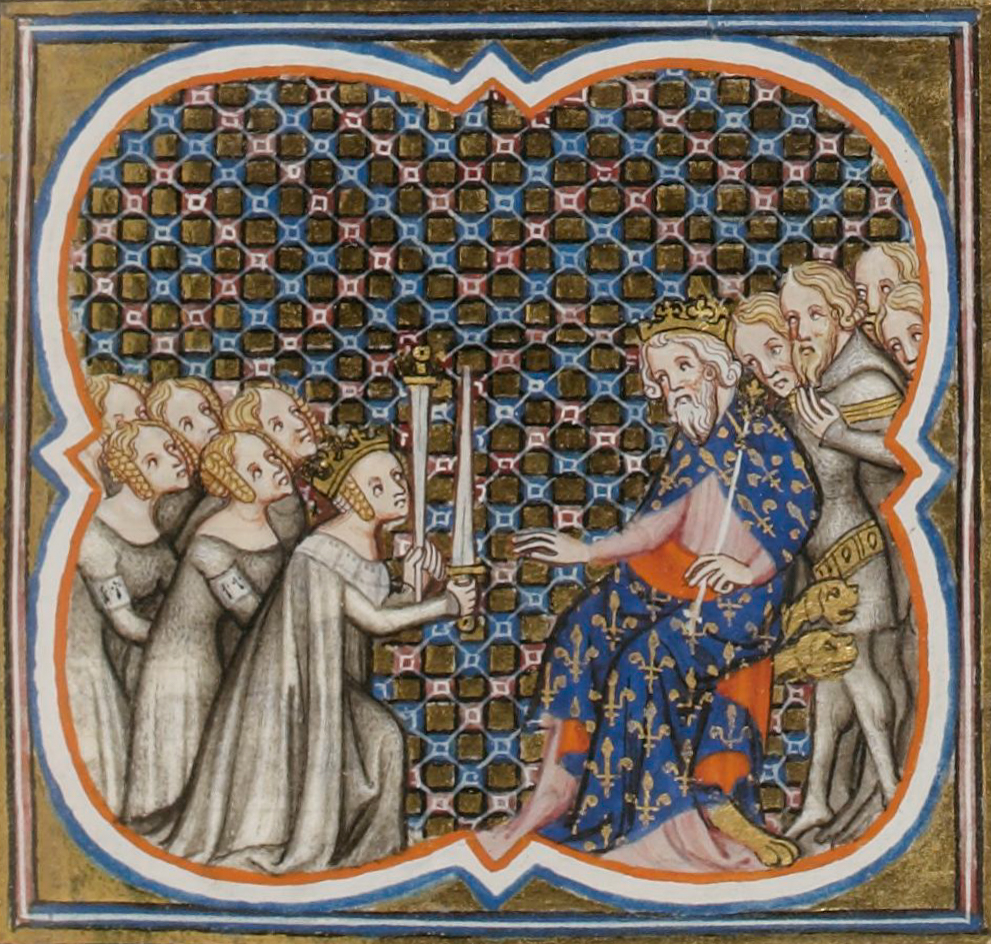
Richilde di Provenza col figliastro, Luigi II di Francia detto il Balbo

Nell'877, Richilde seguì il marito nella campagna d'Italia, assieme ad un drappello di nobili cavalieri; la maggior parte della nobiltà, tra cui suo fratello Bosone, con l'esercito, avrebbero raggiunto l'imperatore, in un secondo tempo. Dato che l'esercito non arrivava, Carlo, a Tortona, fece incoronare imperatrice Richilde dal papa Giovanni VIII e poi la inviò in Gallia a sollecitare la partenza dell'esercito, che però non partì mai. Allora Carlo il Calvo, temendo uno scontro con il figlio di Lodovico il Germanico, Carlomanno, che era successo al padre e, nel frattempo, era sceso in Italia con un imponente esercito, passando dal Brennero, dovette rientrare in Gallia. Ma sulla via del ritorno, morì, forse avvelenato.
Alla morte del marito, Richilde si trovava al governo del regno e appoggiò la ribellione dei maggiorenti del regno che rifiutavano di prestare giuramento di fedeltà all'erede al trono, al figlio di Carlo ed Ermentrude, Luigi il Balbo. Con l'intermediazione del vescovo di Reims, Incmaro, Luigi il Balbo riuscì a raggiungere un compromesso con la nobiltà e a riconciliarsi con Richilde che gli consegnò le insegne reali e l'atto in cui Carlo il Calvo prima di morire aveva nominato Luigi suo erede. L'otto dicembre, dopo che i maggiorenti gli avevano giurato fedeltà, Luigi fu incoronato, da Incmaro, re dei Franchi occidentali, a Compiègne, e Richilde gli cedette il potere.
Alla morte di Luigi il Balbo, nell'879, data la giovane età dei due successori, Luigi III e Carlomanno II, Richilde ritornò al potere, cullando il progetto di portare sul trono il fratello Bosone. I nobili si opposero, l'accusarono d'incesto col fratello e rifiutarono la sua autorità.
Allora aiutò Bosone a sottrarre (ed a diventarne re) la Provenza ai nipoti del marito.
Nell'884, alla morte di Carlomanno III (Luigi III era morto nell'882), Richilde tornò ancora una volta al potere, ma i grandi del regno, dato lo stato di confusione e la costante minaccia dei Normanni, nominarono re di Francia e d'Aquitania Carlo il Grosso e la costrinsero a ritirarsi in Provenza, presso il fratello.
Morì in Provenza tra il 910 ed il 914. Il necrologio dell'Abbazia di Saint-Remi, a Reims certifica che la regina Richilde morì il 30 gennaio, senza precisare l'anno.

## Figli
Richilde diede a Carlo il Calvo cinque figli:
- Rotilde (871–928/9 citata da Flodoardo come morta di recente, all'inizio del 929[8]), sposò, nell'890, il conte del Maine, Ruggero ed ebbe come genero Ugo il Grande[8]. Dopo essere rimasta vedova si ritirò nell'abbazia di Chelles, dove divenne badessa; e quando, nel 922, suo nipote, il re di Francia Carlo il Semplice le tolse l'abbazia per darla ad un certo Haganon, si innescò la rivolta che portò sul trono Roberto, marchese di Neustria, padre di suo genero, Ugo il Grande
- Drogone (872/3–873/4), gemello di Pipino, secondo il Chronico Floriacensi
- Pipino (872/3–873/4), gemello di Drogone, secondo il Chronico Floriacensi
- un figlio (875-875), morto dopo essere stato battezzato[9]
- Carlo (876–877), sepolto a Saint Denis, come ricordato dagli Annales Bertiniani[10].

### Fonti primarie
- (LA)  Monumenta Germanica Historica, tomus V.
- (LA)  Monumenta Germanica Historica, tomus I.
- (LA)  Monumenta Germanica Historica, tomus III.
- (LA)  Rerum Gallicarum et Francicarum Scriptores, tomus VII.
- (LA)  Annales Bertiniani.

### Letteratura storiografica
- René Poupardin, I regni carolingi (840-918), in «Storia del mondo medievale», vol. II, 1979, pp. 583–635